# Mac Jones
Michael McCorkle „Mac“ Jones (geboren am 5. September 1998 in Jacksonville, Florida) ist ein US-amerikanischer American-Football-Spieler auf der Position des Quarterbacks. Er spielte College Football für die Alabama Crimson Tide. In der Saison 2020 gewann Jones mit Alabama das College Football Playoff National Championship Game. Im NFL Draft 2021 wurde Jones in der ersten Runde von den New England Patriots ausgewählt. Seit März 2025 steht er bei den San Francisco 49ers unter Vertrag.

## College
Jones wurde in Jacksonville, Florida, geboren und besuchte dort die The Bolles School. Von 2017 bis 2020 spielte er Football am College für die Alabama Crimson Tide, das Team der University of Alabama in Tuscaloosa. Als Freshman legte Jones ein Redshirt-Jahr ein.
In seinem zweiten Jahr in Tuscaloosa kam Jones zu einigen Kurzeinsätzen als Quarterback, zudem wurde er als Holder eingesetzt. Im dritten Viertel der Partie gegen Louisiana-Lafayette warf Jones beim Stand von 49:0 einen Touchdownpass für 94 Yards Raumgewinn auf Jaylen Waddle. Jones’ erster Touchdownpass für Alabama war zugleich der zweitlängste Touchdownpass in der Geschichte der Crimson Tide.
In der Saison 2019 übernahm Jones die Rolle als Starting Quarterback von Tua Tagovailoa, nachdem dieser sich im Spiel gegen Mississippi State eine schwere Hüftverletzung zugezogen hatte. Jones bestritt vier Spiele als Starter, von denen er drei gewann. Dabei warf er bei der Niederlage im Iron Bowl gegen Auburn, den Erzrivalen der Crimson Tide, zwei Interceptions, darunter einen Pick Six. Im Citrus Bowl führte Jones Alabama zu einem Sieg über die Michigan Wolverines. Er brachte 2019 insgesamt 97 von 141 Pässen für 1503 Yards an und warf 14 Touchdowns bei drei Interceptions.
In der Vorbereitung auf die Saison 2020 erhielt Jones den Vorzug vor Bryce Young, der als einer der vielversprechendsten Spieler seines Abschlussjahrgangs an der Highschool neu zur Crimson Tide stieß, und ging als Starter in die Saison. Tagovailoa hatte die Crimson Tide zuvor in Richtung der NFL verlassen. Im Saisonverlauf konnte Jones von sich überzeugen und avancierte zu einem der Favoriten auf die Heisman Trophy. Gegen Texas A&M fanden vier Pässe von Jones den Weg in die Endzone, mit 435 Yards Raumgewinn im Passspiel stellte er einen neuen Karrierebestwert auf. Im Iron Bowl 2020 gegen Auburn warf er fünf Touchdownpässe. Im SEC Championship Game führte Jones die Crimson Tide mit 418 Yards Raumgewinn im Passspiel und fünf Touchdowns bei einer Interception zu einem 52:46-Sieg über Florida.
Bei der Wahl zur Heisman Trophy 2020 belegte Jones den dritten Platz hinter seinem Teamkollegen, dem Wide Receiver DeVonta Smith, und Trevor Lawrence, dem Quarterback der Clemson Tigers. Nach einem 31:14-Sieg über die Notre Dame Fighting Irish im Rose Bowl gewann Jones mit der Crimson Tide auch das College Football Playoff National Championship Game gegen die Ohio State Buckeyes. Im Spiel um die nationale Meisterschaft siegte Alabama mit 52:24, dabei brachte Jones 36 Pässe für 464 Yards und fünf Touchdowns an. Damit brach er den Rekord von Joe Burrow aus dem Vorjahr für die meisten Passing Yards im National Championship Game, zudem stellte Jones in der Saison 2020 mit einer Passquote von 77,4 % einen neuen Bestwert auf.

## NFL
Jones wurde im NFL Draft 2021 an 15. Stelle von den New England Patriots ausgewählt, wo er nach dem Abgang von Tom Brady eine Saison zuvor der nächste langfristige Quarterback des Teams werden sollte. Zunächst war Jones als Backup von Cam Newton eingeplant. Nach der Preseason wurde Newton allerdings entlassen und Jones zum Starter ernannt. Bei seinem NFL-Debüt in Woche 1 verloren die Patriots mit 16:17 gegen die Miami Dolphins, Jones brachte 29 von 39 Pässen für 281 Yards an ihr Ziel und warf einen Touchdownpass. Am zweiten Spieltag konnte Jones mit einem 25:6 gegen die New York Jets seinen ersten Sieg in der NFL feiern. Ab dem siebten Spieltag führte Jones die Patriots zu einer sieben Spiele währenden Siegesserie und zwischenzeitlich an die Spitze der AFC, bis man in Woche 15 gegen die Indianapolis Colts verlor. Im November wurde Jones als Offensive Rookie of the Month ausgezeichnet. Jones erzielte in 17 Spielen als Starter in seiner Rookie-Saison 3801 Yards Raumgewinn und warf bei einer Passquote von 67,6 % 22 Touchdownpässe bei 13 Interceptions. Er zog mit den Patriots in die Play-offs ein, in denen sie in der Wild-Card-Runde gegen die Buffalo Bills verloren. Jones wurde als Ersatzspieler in den Pro Bowl gewählt, nachdem unter anderem Josh Allen abgesagt hatte und Joe Burrow wegen seiner Teilnahme am Super Bowl LVI nicht teilnehmen konnte.
In der Saison 2022 kam Jones nach dem Abgang von Josh McDaniels mit dem System des neuen Offensive Coordinators Matt Patricia nicht gut zurecht und es kam zu sichtbaren Spannungen zwischen Jones und dem Trainerstab. Sein Saisonstart verlief holprig. Von den ersten drei Partien verlor Jones zwei, dabei warf er fünf Interceptions bei zwei Touchdownpässen. Am dritten Spieltag verletzte er sich gegen die Baltimore Ravens am Knöchel und fiel für drei Partien aus. Während Jones verletzt war, wurde er von Rookie Bailey Zappe vertreten, der die Offense erfolgreicher führte und zwei von den Spielen gewann. Dennoch ging Jones nach seiner Rückkehr als Starter in die Partie gegen die Chicago Bears am siebten Spieltag. Allerdings wurde er nach schwacher Leistung mit zwei Three-and-Outs und einer Interception bereits im zweiten Viertel beim Stand von 0:10 für Zappe ausgewechselt. Zappe führte die Patriots in der Folge zu zwei Touchdowns, blieb danach aber erfolglos und warf zwei Interceptions. Am achten Spieltag war Jones weiterhin Starter und spielte auch für den Rest der Saison. Jones’ zweite Saisonhälfte verlief besser, in den letzten neun Spielen unterliefen ihm nur noch insgesamt vier Interceptions. Dennoch blieb die Offense weitgehend blass. Jones beendete die Saison mit 65,2 % angebrachten Pässen für 2997 Yards und 14 Touchdowns sowie 11 Interceptions und machte damit im Vergleich zu seiner ersten NFL-Saison einen Schritt zurück.
Auch unter dem neuen Offensive Coordinator Bill O’Brien in der Saison 2023 konnte Jones nicht an seine Rookiesaison anknüpfen. Er warf 10 Touchdownpässe bei 12 Interceptions und wurde nach elf Spielen für den Rest der Saison durch Bailey Zappe ersetzt. Im März 2024 gaben die Patriots Jones im Austausch gegen einen Sechstrundenpick an die Jacksonville Jaguars ab. Dort setzte er sich gegen C. J. Beathard als Backup von Trevor Lawrence durch. In den letzten sieben Spielen war Jones Starter, als Lawrence verletzt fehlte. Dabei brachte er 65,3 % seiner Pässe für 1672 Yards und acht Touchdowns bei acht Interceptions an. Mit Jones verloren die Jaguars fünf von sieben Spielen.
Im März 2025 unterschrieb Jones einen Zweijahresvertrag bei den San Francisco 49ers.

### NFL-Statistiken
| 2021                               | NE     | 17 | 17 | 352–521   | 67,6 | 3801   | 22 | 13 | 92,5 | 44  | 129 | 2,9 | 0 |
| 2022                               | NE     | 14 | 14 | 288–442   | 65,2 | 2997   | 14 | 11 | 84,8 | 47  | 102 | 2,2 | 1 |
| 2023                               | NE     | 11 | 11 | 224–345   | 64,9 | 2120   | 10 | 12 | 77,0 | 26  | 96  | 3,7 | 0 |
| 2024                               | JAX    | 10 | 7  | 171–262   | 65,3 | 1672   | 8  | 8  | 80,5 | 28  | 92  | 3,3 | 1 |
| Gesamt                             | Gesamt | 52 | 49 | 1035–1570 | 65,9 | 10.590 | 54 | 44 | 84,9 | 145 | 419 | 2,8 | 2 |
| Quelle: pro-football-reference.com |        |    |    |           |      |        |    |    |      |     |     |     |   |